# Марк Полін

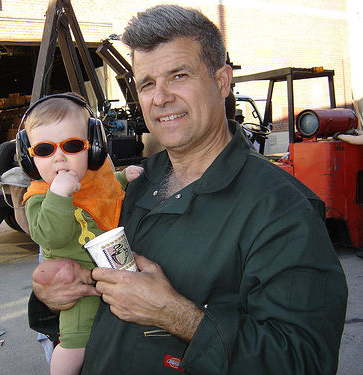
Марк Паулін з сином Джейком

Марк Полін (англ. Mark Pauline; нар. 14 грудня 1953 року) — американський перформанс художник, скульптор та винахідник механізмів. Він відомий як засновник і директор Survival Research Laboratories.

## Раннє життя та освіта
Після закінчення школи працював на військово-повітряній базі Еглін у Флориді, як субпідрядник з обслуговування роботів-мішеней. У 1977 році закінчив Еккерд-коледж у Сент-Пітерсбурзі, Флорида.

## Кар'єра
Марк Полін заснував компанію SRL у 1978 році, і вона вважається головним представником "індустріального сценічного мистецтва" та попередником великомасштабних машинних перформансів. Хоча визнано, що вона суттєво вплинула на популярні змагання дистанційно керованих роботів і машин, такі як BattleBots та Robot Wars. Полін уникає змагань за правилами, надаючи перевагу більш анархічному підходу. Машини звільняються і переоснащуються від функцій, для яких вони спочатку призначалися.
За словами самого Марка: "Мені подобається створювати машини, які можуть просто робити свої власні шоу... машини, які можуть робити все, що можуть робити механізми з науково-фантастичних романів. Я хочу втілювати ці мрії в реальність".